# Leopoldo Lugones
Leopoldo Antonio Lugones Argüello (Villa de María del Río Seco, Córdoba, 13 de junio de 1874-San Fernando, Buenos Aires, 18 de febrero de 1938) fue un escritor modernista y polímata argentino. Fue a la vez narrador, poeta, periodista, historiador, bibliotecario, pedagogo, docente, traductor, biógrafo, filólogo, teósofo, diplomático, político y simpatizante nacionalista. 
Fue el principal exponente del modernismo argentino y su obra poética es considerada como la inauguración en lengua castellana de toda la poesía moderna, además del inicio de todas las experiencias y experimentos de la poética moderna en el idioma español. Fue el primer escritor en hacer uso del verso libre en la literatura hispánica, y con sus cuentos se transformó en el precursor y en uno de los pioneros de la literatura fantástica y de la ciencia ficción en Argentina, además de haber sido uno de los primeros escritores de habla hispana en producir microrrelatos.
En Argentina, la fecha de su nacimiento es considerada el día del escritor.

## Biografía

### Primeros años
Leopoldo Antonio Lugones nació el 13 de junio de 1874 en la localidad de Villa de María del Río Seco, en el norte de la provincia de Córdoba, Argentina. Fue el primogénito de Santiago M. Lugones y Custodia Argüello. Su padre, hijo de Pedro Nolasco Lugones, regresaba de la ciudad de Buenos Aires a Santiago del Estero cuando conoció a Custodia Argüello al detenerse en Villa de María, localidad que entonces era disputada entre las provincias de Santiago del Estero y Córdoba. Lugones aprendió las primeras letras y tuvo una formación católica muy estricta gracias a su madre, que luego rechazó vehementemente.
Cuando tenía seis años y luego del nacimiento de su hermano, Santiago Martín Lugones, él y su familia se trasladaron a la ciudad de Santiago del Estero y, más tarde, a Ojo de Agua, una pequeña villa en el sur de la provincia de Santiago del Estero cerca del límite con la provincia de Córdoba, donde nacieron sus dos hermanos menores: Ramón Miguel Lugones, y el menor de los cuatro hermanos, Carlos Florencio Lugones. 
Lugones fue enviado por sus padres a cursar el bachillerato en el Colegio Nacional de Monserrat, en Córdoba, donde vivió con su abuela materna Rosario Bulacio. En 1892 su familia se trasladó a tal ciudad y en esa época fue también cuando comenzó a realizar sus primeras experiencias en el campo del periodismo y la literatura.
Lugones contrajo matrimonio en la ciudad de Córdoba con Juana González y en 1896 se trasladó junto a ella a Buenos Aires. En 1897 nació su primer y único hijo, Leopoldo «Polo» Lugones.
En 1898, Mariano de Vedia le presentó a Lugones al entonces presidente Julio Argentino Roca, quien iniciaba su segundo mandato como presidente. En 1906 y 1911 realizó viajes a Europa.

### Trayectoria literaria

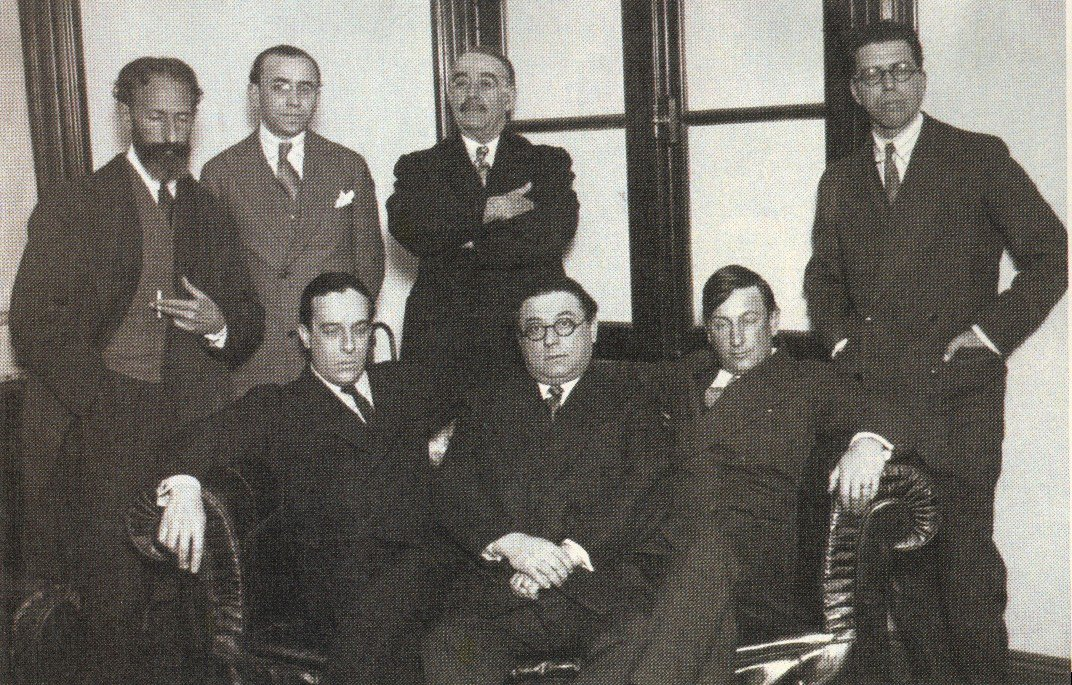
Lugones (tercero desde la izq., de pie) junto a otros intelectuales al fundarse en 1928 la Sociedad Argentina de Escritores.

Lugones comenzó su actividad literaria y política en la ciudad de Córdoba, con su incursión como periodista en la publicación considerada atea y anarquista El Pensamiento Libre. Además, participó en la fundación del primer centro socialista de la ciudad de Córdoba. En esa época publicó poesía bajo el seudónimo de «Gil Paz». 
Poco después y ya en Buenos Aires, se unió al grupo socialista que integraron, entre otros escritores, José Ingenieros, Alberto Gerchunoff, Manuel Baldomero Ugarte y Roberto Payró y escribió de manera esporádica para varios medios, entre los que estuvieron el periódico socialista La Vanguardia y el periódico roquista Tribuna. En Buenos Aires, en aquel entonces, Lugones generó constante polémica no tanto por su obra literaria sino por su protagonismo político, que sufrió fuertes virajes ideológicos a lo largo de su vida: pasó por el socialismo, el liberalismo, el conservadurismo y el fascismo. En esa época, conoció a Rubén Darío, quien tuvo una importante influencia en su obra y cuyo prestigio le facilitó el ingreso al diario La Nación. 
En 1897 Lugones publicó su primer libro, Las montañas del oro, de estilo inspirado en el simbolismo francés. Algunos capítulos de este libro habían sido publicados anteriormente en una revista dirigida por Paul Groussac llamada La Biblioteca. En 1898 se adhirió a la Sociedad Teosófica, en la llamada «Rama Luz», sección de la que dos años más tarde fue elegido secretario general. Su interés por el ocultismo y la teosofía había comenzado años atrás, cuando vivía en Córdoba. Entre ese mismo año y 1902 escribió cuatro ensayos (Acción de la teosofía, Nuestras ideas estéticas, Nuestro método científico y El objeto de nuestra filosofía) para las revistas Philadelphia (Buenos Aires) y Sophia (Madrid), en donde expuso las principales ideas teosóficas sobre la ciencia, el arte y la filosofía.
El 13 de noviembre de 1899 Lugones se adhirió a la masonería al iniciarse en la Logia Libertad Rivadavia N° 51. En 1903 fue expulsado del socialismo por haber apoyado la candidatura conservadora de Manuel Quintana para la presidencia de la Nación.[cita requerida]
En 1905 publicó Los crepúsculos del jardín, obra cercana al modernismo y que recogía las tendencias de la literatura francesa, en particular el simbolismo. Experimentó con cuentos de misterio en 1906 con su obra Las fuerzas extrañas, la cual también muestra la afición de Lugones al ocultismo y a las ideas teosóficas. 
En 1911 Lugones publicó su ensayo Historia de Sarmiento. En 1913, pronunció en el Teatro Odeón una serie de conferencias tituladas El Payador, ante la presencia, entre otros personajes ilustres, del entonces presidente Roque Sáenz Peña; el tema principal de las conferencias (recopiladas y publicadas en 1916 con el título homónimo de las mismas) era el poema gauchesco Martín Fierro y la exaltación de la figura del gaucho como paradigma de nacionalidad. En la obra de Domingo Faustino Sarmiento y de José Hernández, Lugones encontró lo que él llamó «la formación del espíritu nacional»: «Facundo y Recuerdos de provincia son nuestra Ilíada y nuestra Odisea. Martín Fierro nuestro Romancero».
En 1915 asumió como director de la Biblioteca Nacional de Maestros, cargo en el que se desempeñó hasta su muerte. En 1920, comenzó a advertirse en él un giro hacia las ideas nacionalistas de ese entonces con la publicación de un libro de doctrina política: Mi beligerancia. Al año siguiente, publicó una obra que puede considerarse de divulgación científica, El tamaño del espacio y, en 1922, en un retorno al simbolismo, publicó Las horas doradas. En 1923 pronunció una conferencia en el Teatro Coliseo de Buenos Aires, titulada Ante la doble amenaza, que le generó un repudio por parte del espectro político democrático de ese entonces. En esa ocasión el dirigente socialista Alfredo Palacios lo calificó de chauvinista.[cita requerida]
En 1924 recibió el Premio Nacional de Literatura y, en 1928, presidió la Sociedad Argentina de Escritores. En esa época, Lugones era un impulsor de las tendencias fascistas que empezaban a obtener adhesiones en la sociedad argentina. Si bien no participó en su preparación, Lugones fue un importante propagandista del golpe militar protagonizado por José Félix Uriburu el 6 de septiembre de 1930, que derrocó de la presidencia a Hipólito Yrigoyen. Su entusiasmo con el régimen instaurado ese año le valió el rechazo de los círculos intelectuales porteños.
A pesar de su adhesión al nacionalismo autoritario desde la década de 1920, Lugones se opuso al antisemitismo. En 1935 escribió el prólogo de la edición argentina del libro La mentira más grande de la historia: los protocolos de los sabios de Sion, de Benjamin W. Segel; obra que denuncia como fraude el célebre panfleto antisemita conocido como «Protocolos de los Sabios de Sion».
Según Leonardo Castellani, en sus últimos años Lugones se había vuelto hacia el catolicismo.

### Suicidio
El 18 de febrero de 1938 Lugones se quitó la vida en un recreo del Delta de San Fernando llamado «El Tropezón», al ingerir cianuro de potasio mezclado con whisky. Una de las hipótesis acerca de la causa de su suicidio es que Lugones estaba enamorado de una muchacha, María Alicia Domínguez, que conoció en una de sus conferencias en la Facultad de Filosofía y Letras de la Universidad de Buenos Aires, y con quien había mantenido una relación sentimental y apasionada. Descubierto y presionado por su hijo, este lo incitó a abandonarla, por lo que Lugones se precipitó a un declive depresivo. Pese a que en la nota que dejó pidió ser enterrado en tierra sin cajón y sin ninguna señalización de su sepultura, y prohibió darle su nombre a sitios públicos, fue velado en su domicilio de calle Santa Fe 1391, en la ciudad de Buenos Aires, y sepultado en el Cementerio de la Recoleta, donde permaneció hasta 1994, cuando sus restos fueron llevados a su pueblo natal, donde permanecen al pie del Cerro del Romero.

## Día del Escritor
En Argentina, el 13 de junio es considerado el día del escritor. Tal fecha fue instituida por la Sociedad Argentina de Escritores como homenaje al natalicio de Lugones.

## Obras

### Novelas
- 1926: El ángel de la sombra

### Cuentos
- 1905: La guerra gaucha
- 1906: Las fuerzas extrañas
- 1924: Cuentos fatales

### Poesía
- 1893: Los mundos
- 1897: Las montañas del oro
- 1905: Los crepúsculos del jardín
- 1909: Lunario sentimental
- 1910: Odas seculares
- 1912: El libro fiel
- 1917: El libro de los paisajes
- 1922: Las horas doradas
- 1924: Romancero
- 1924: Filosofícula
- 1927: Poemas solariegos
- 1938: Romances del Río Seco

### Ensayos
- 1903: La reforma educacional. Un ministro y doce académicos
- 1904: El imperio jesuítico
- 1910: Didáctica
- 1910: Las limaduras de Hephaestos. Piedras liminares
- 1910: Las limaduras de Hephaestos. Prometeo (un proscripto del sol)
- 1915: El ejército de la Ilíada
- 1916: El problema feminista
- 1917: Mi beligerancia
- 1919: Las industrias de Atenas
- 1919: La torre de Casandra
- 1923: Acción. Las cuatro conferencias patrióticas del Coliseo
- 1924: Estudios helénicos
- 1925: La organización de la paz
- 1928: Nuevos estudios helénicos
- 1930: La grande Argentina
- 1930: La patria fuerte
- 1931: Política revolucionaria
- 1932: El estado equitativo. Ensayo sobre la realidad argentina
- 2010 (publicación póstuma): Dogma de obediencia. Biblioteca Nacional, Colección Los raros, septiembre de 2010, Buenos Aires, Argentina

### Biografías
- 1911: Historia de Sarmiento
- 1915: Elogio de Ameghino
- 1938: Roca

### Otros
- 1916: El payador
- 1921: El tamaño del espacio
- 1944: Diccionario etimológico del castellano usual